# Sigismund I van Anhalt
Sigismund I (1382 - Coswig, 19 januari of 22 oktober 1405) was de oudste zoon van Johan II van Anhalt en Elisabeth van Schleusingen.

## Geschiedenis
Na de dood van zijn vader in 1382 regeerde hij Anhalt tezamen met zijn broers Albrecht IV en Waldemar III (-1391). Na het overlijden van Waldemar III verdeelden beide broers in 1396 Anhalt-Zerbst. Sigismund werd heerser van Anhalt-Zerbst en Albrecht van Anhalt-Köthen.

## Huwelijk en nakomelingen
Sigismund huwde Jutta van Querfurt, en werd vader van:
- Waldemar (1388-1423)
- George I (-1474)
- Sigismund (-1450)
- Albrecht (-1468)
- Sophia (-1419), gehuwd met Burchard IV van Barby (-1420)
- Johan(IV) (1405-1455), geestelijke in Merseburg
- Ernst (1405-1405)
- Elisabeth.